# Asesinato de Eve Carson
Eve Marie Carson (Athens, Georgia; 19 de noviembre de 1985 - Chapel Hill, Carolina del Norte; 5 de marzo de 2008) fue una joven estadounidense que fue secuestrada, robada y asesinada a tiros en su residencia de estudiantes de la Universidad de Carolina del Norte en Chapel Hill cuando dos hombres la emboscaron, la obligaron a subir a un coche y le robaron 700 dólares de su tarjeta. Después de llevarse el dinero, los agresores la arrastraron al bosque y le dispararon varias veces con una pistola. Al ver que esto no mataba a Carson, uno de los agresores la asesinó con un disparo mortal de escopeta en un lado de la cabeza, antes de huir del lugar.
Demario James Atwater y Laurence Alvin Lovette Jr. fueron acusados de su asesinato. El 24 de mayo de 2010, Atwater se declaró culpable de asesinato en primer grado, robo a mano armada y secuestro en un acuerdo de conformidad que le obligará a cumplir dos cadenas perpetuas sin posibilidad de libertad condicional.
En su juicio de diciembre de 2011, Lovette se declaró inocente, pero fue declarado culpable y, al igual que Atwater, condenado a cadena perpetua sin posibilidad de libertad condicional, una sentencia que fue reafirmada en una nueva sentencia en 2013.

## Eve Carson
Carson nació el 19 de noviembre de 1985 en la ciudad de Athens (Georgia). Asistió a la Clarke Central High School, donde fue elegida presidenta del cuerpo estudiantil y fue la mejor estudiante de su promoción. También fue miembro del equipo académico de la escuela y vicepresidenta de la Sociedad Nacional de Honor de la escuela. Carson dedicó parte de su tiempo al voluntariado como educadora entre iguales en el Athens Area Attention Home, un refugio para adolescentes maltratados y fugados, trabajó como asistente en la Cámara de Representantes de los Estados Unidos y como asistente de laboratorio en un laboratorio de investigación con células madre de la Universidad de Georgia.
Carson asistió a la Universidad de Carolina del Norte en Chapel Hill (UNC), donde se especializó en ciencias políticas y biología. Sus logros académicos le valieron la membresía en la sociedad de honor Phi Beta Kappa y le permitieron recibir la beca Morehead-Cain.
Durante la universidad, participó y dirigió numerosas organizaciones y proyectos de servicio. Fue seleccionada para ser becaria de Carolina del Norte y participar en un programa de desarrollo de liderazgo de cuatro años. Fue copresidenta de la Junta Ejecutiva Estudiantil del Programa de Honores y copresidenta de la sección de la UNC de Nourish International, una organización de lucha contra el hambre. También fue miembro del Comité de Becas, Premios y Ayuda Estudiantil, del Programa de Asesoramiento Académico, del Comité del Rector para los Premios de Enseñanza Universitaria, del Comité de Búsqueda del Rector, de la Junta de Síndicos de la UNC-Chapel Hill, de la Junta de Desarrollo del Liderazgo de Carolina y del Consejo Atlético y fue consejera de orientación en el Campamento de Estudiantes de Primer Año.
Carson tomó posesión como presidenta del cuerpo estudiantil de la UNC en abril de 2007, y su mandato debía expirar en abril de 2008. En este cargo, Carson fue miembro del consejo de administración de la universidad y de muchos otros comités, pero consideraba que una de sus funciones más importantes era representar a todos los estudiantes de la UNC. Carson se mostró especialmente firme en cuanto a proporcionar a los estudiantes aumentos más predecibles en las matrículas y tasas universitarias, uno de sus principales puntos programáticos cuando se presentó a la presidencia del cuerpo estudiantil. Su programa también incluía ideas para proporcionar oportunidades adicionales a todos los estudiantes, entre las que destacaban la creación de una prestigiosa beca para los estudiantes de tercer año que demostraran un compromiso y un servicio excepcionales a la universidad, y la creación de una dotación para financiar una serie de conferencias de ponentes de renombre que serían gratuitas para todos los estudiantes.
Carson fue voluntaria con niños. Fue entrenadora asistente del programa Girls on the Run. Además de entrenar, enseñó ciencias a estudiantes de primaria como parte del programa Inspire de la UNC y dio clases particulares a estudiantes de secundaria.
Carson estudió en el extranjero y viajó a varios países diferentes. También viajó a diferentes partes de los Estados Unidos. En 2004 participó en un curso de liderazgo en la naturaleza en Wyoming a través de la National Outdoor Leadership School. Durante el verano de 2005, Carson viajó a Ecuador, donde trabajó como voluntaria en el campo como asistente médica, trabajó en una finca de café y enseñó informática a miembros de la comunidad indígena siona en la selva amazónica. En 2006, Carson estudió en el extranjero con el programa Spring Semester de la UNC en La Habana, Cuba, y pasó el verano trabajando con una unidad de investigación médica de la Marina de los Estados Unidos en Egipto. También fue líder de reflexiones para el programa A.P.P.L.E.S. (Assisting People in Planning Learning Experiences in Service) de la UNC.
Carson estaba interesada en la política científica y tenía previsto continuar su educación superior después de graduarse en la UNC, ya fuera asistiendo a la escuela de posgrado y estudiando salud pública y/o política pública, o asistiendo a la facultad de derecho. Antes de su muerte, Carson aceptó un puesto en McKinsey & Company como consultora de gestión.
Carson recibió a título póstumo el Premio del Rector a la mujer más destacada de la promoción y el Premio al Joven Antiguo Alumno Distinguido de la Asociación General de Antiguos Alumnos.

## Asesinato
La noche del 4 de marzo, Lovette llamó a su amigo Jayson McNeil y le pidió que lo llevara a él y a su amigo «Rio» a Chapel Hill, donde quería robar a alguien. McNeil se negó y Lovette condujo el coche de su madre hasta Chapel Hill, donde él y Atwater buscaron una víctima.
Atwater y Lovette vieron entonces a Carson dirigiéndose hacia su coche. Entraron por la fuerza en su vehículo, sentándose Lovette en el asiento del conductor y Atwater en la parte trasera. Obligaron a Carson a sentarse en el asiento trasero, donde Atwater la retuvo como rehén apuntándole con una pistola a la cabeza. Los hombres amenazaron a Carson y la llevaron a varios cajeros automáticos para robarle. A las 3:55 de la madrugada le robaron 700 dólares en un cajero del centro comercial University Mall de Chapel Hill. También intentaron robarle en otro ubicado en la ciudad de Durham, pero no pudieron sacar efectivo.
Lovette le contó a un amigo suyo que, durante el crimen, Carson intentó razonar con sus captores, diciéndoles que no tenían por qué hacer lo que estaban haciendo. También suplicó por su vida, diciéndoles que podían llevarse todo lo que quisieran y que no tenían por qué matarla. Lovette y Atwater decidieron asesinar a Carson porque ella les había visto la cara. La llevaron a un barrio densamente arbolado a unos dos kilómetros de la UNC para llevar a cabo el asesinato. Cuando Carson se dio cuenta de que la iban a matar, les pidió que rezaran con ella.
Carson recibió cinco disparos. Primero recibió disparos en el hombro derecho, la parte superior del brazo derecho, la nalga y la mejilla derecha con una pistola calibre 25. La sangre encontrada en los pulmones de Carson durante la autopsia indica que todavía estaba viva y respiraba después de recibir los disparos con la pistola. El quinto y mortal disparo que recibió fue con una escopeta recortada del calibre 12. Le atravesó la mano derecha (lo que indica que intentó protegerse) y le entró por la sien derecha y le alcanzó el cerebro. Según un psicólogo forense y perfilador criminal, la forma en que dispararon a Carson mostraba una «total falta de consideración por otra persona».
Según un informante confidencial, que más tarde se reveló como el testigo de la acusación Jayson McNeil, tanto Atwater como Lovette habían disparado a Carson. Lovette le dijo a McNeil que él había disparado a Carson con la pistola, mientras que Atwater lo había hecho con la escopeta. Según la confesión de Lovette, Carson seguía viva y moviéndose después de recibir varios disparos con la pistola. Atwater se colocó entonces sobre ella y le disparó de nuevo, matándola.
El forense no encontró pruebas físicas de que Carson hubiera sido agredida sexualmente. Sin embargo, Atwater la tocó en diferentes partes del cuerpo y le manipuló la ropa.

## Autores
Tanto Atwater como Lovette tienen amplios antecedentes penales. Los antecedentes penales de Lovette incluyen condenas por posesión de drogas, hurto, allanamiento de morada y posesión ilegal de armas de fuego. En el momento del asesinato de Carson, estaba en libertad condicional por allanamiento de morada. En un dictamen de 2014, el Tribunal de Apelación de Carolina del Norte escribió que Lovette tiene «un largo historial juvenil que muestra un patrón de escalada de actividad delictiva».
Atwater había sido condenado anteriormente por varios delitos, entre ellos posesión de marihuana con intención de venderla, allanamiento de morada, robo y agresión. En febrero de 2005, fue condenado a tres años de libertad condicional tras ser declarado culpable de allanamiento de morada. En junio de ese año, un agente de policía que investigaba un robo le confiscó una pistola. Se declaró culpable de posesión de arma de fuego mientras estaba en libertad condicional y fue condenado a más tiempo de libertad condicional. El 20 de febrero de 2008, Atwater fue detenido por llevar un arma mientras estaba en libertad condicional, pero fue puesto en libertad bajo fianza de 10 000 dólares y debía comparecer ante el tribunal el 3 de marzo. El caso fue asignado a la sala equivocada y la vista se reasignó al 31 de marzo.

## Investigación y procedimiento penal
El cuerpo de Carson fue hallado en la intersección de Hillcrest Circle y Hillcrest Road, en Chapel Hill, aproximadamente a las 5 de la mañana del 5 de marzo de 2008, después de que la policía respondiera a las denuncias de disparos realizadas por una mujer que vivía en la zona. La testigo declaró posteriormente que había oído un disparo, seguido del grito de una mujer y, a continuación, tres disparos más en rápida sucesión. El cuerpo de Carson estaba inclinado sobre su cadera izquierda con el brazo derecho doblado detrás de la cabeza. Sus compañeras de piso identificaron posteriormente su cuerpo.
Debido a la gran repercusión mediática del caso, documentos como el informe de la autopsia y las órdenes de registro se mantuvieron ocultos al público durante los meses posteriores al asesinato.
El 27 de junio de 2008 se hizo pública cierta información. Los detalles de seis órdenes confirman que se retiraron 1400 dólares de cajeros automáticos con la tarjeta de Carson durante los dos días posteriores al tiroteo. También revelan que Atwater admitió ser el sospechoso que intentó utilizar la tarjeta de cajero automático en un vídeo de seguridad grabado en una tienda local y que Lovette era efectivamente la persona que aparecía en la fotografía original de la cámara de vigilancia del cajero automático. El informe de la autopsia se hizo público el 30 de junio de 2008.

### Cargos estatales y federales
El 12 de marzo de 2008, se presentaron cargos por asesinato en primer grado contra Demario James Atwater, que en ese momento tenía 21 años. Su cómplice, Laurence Alvin Lovette, Jr., que en ese momento tenía 17 años, fue arrestado y acusado de manera similar al día siguiente.
El 7 de julio de ese año, ambos sospechosos fueron acusados de cargos adicionales de secuestro en primer grado y robo a mano armada, junto con hurto mayor y receptación. Atwater también fue acusado de posesión de un arma de fuego por parte de un delincuente y posesión de un arma de destrucción masiva, basándose en las especificaciones de la escopeta utilizada en el asesinato.
Más adelante, en octubre, un gran jurado federal acusó a Atwater de un delito de robo de vehículo, junto con tres delitos relacionados con armas de fuego. El primer delito, que era robo de vehículo con resultado de muerte, conllevaba la posibilidad de la pena de muerte.
Como resultado de la sentencia del caso Roper contra Simmons, Lovette no podía ser condenado a la pena de muerte, ya que era menor de 18 años en el momento de los delitos.
El 19 de abril de 2010, Atwater se declaró culpable de los cargos federales de robo de vehículo, secuestro y posesión de armas. El juez James A. Beaty, del Tribunal de Distrito de los Estados Unidos en Winston-Salem, lo condenó a cadena perpetua más 30 años el 23 de septiembre de 2010. Se ordenó a Atwater someterse a un tratamiento por abuso de sustancias y pagar una indemnización de 212 947,10 dólares en caso de que fuera puesto en libertad, lo que el juez Beaty señaló que era «muy improbable».
En la vista para dictar sentencia, Atwater se dirigió a los padres de Carson y les dijo: «Siento todo lo que ha pasado... No importa lo que haya hecho hoy el tribunal, estará muy lejos de lo que yo merezco». Los padres de Carson se negaron a hablar durante la vista.
El 24 de mayo de 2010, Atwater se declaró culpable de los cargos estatales de asesinato en primer grado, secuestro en primer grado, robo a mano armada, posesión de un arma de fuego por parte de un delincuente y posesión de un arma de destrucción masiva. A cambio de su declaración de culpabilidad, los fiscales estatales acordaron no solicitar la pena de muerte. El juez Allen Baddour, del Tribunal Superior de Hillsborough, lo condenó posteriormente a cadena perpetua sin posibilidad de libertad condicional por el cargo de asesinato, y también le impuso una pena concurrente de 23 a 29 años por los cargos adicionales.

### Juicio, veredicto y sentencia de Lovette
Tras declararse inocente de los cargos estatales de asesinato en primer grado, secuestro en primer grado, robo a mano armada en primer grado, hurto mayor y posesión ilegal de bienes robados, Lovette permaneció bajo custodia a la espera de su juicio, que comenzó el 6 de diciembre de 2011. Lovette se negó a testificar durante el juicio. El 20 de diciembre de 2011, un jurado lo declaró culpable de todos los cargos. Tras el veredicto, el juez Allen Baddour, el mismo que condenó a Atwater en 2010, declaró: «La vida que llevó Carson fue demasiado corta, pero sé que sigue siendo una inspiración, no solo para su familia, sino para miles de personas de esta comunidad y de todo el país».
Posteriormente, Baddour condenó a Lovette a cadena perpetua sin posibilidad de libertad condicional. Ni Lovette ni los padres de Carson hablaron antes de que se dictara la sentencia. El 5 de febrero de 2013, el Tribunal de Apelación de Carolina del Norte anuló la cadena perpetua de Lovette y ordenó una nueva vista para dictar sentencia. La decisión se basó en el caso Miller contra Alabama, en el que el Tribunal Supremo dictaminó que una pena obligatoria de cadena perpetua sin libertad condicional para los acusados menores de 18 años en el momento del delito es un castigo cruel e inusual. El 3 de junio se celebró una nueva vista para dictar sentencia. Antes de ser sentenciado, Lovette dijo: «Ya saben, la gente comete errores. Nadie es perfecto. No soy el monstruo que todos ustedes han dicho que soy». Después de que Baddour considerara las circunstancias atenuantes, Lovette fue condenado de nuevo a cadena perpetua sin posibilidad de libertad condicional. El fiscal del condado de Orange, Jim Woodall, dijo que Lovette era un «depredador» y que no le importaban las consecuencias de sus actos ni las demás personas. «No le importan los demás. Solo le importa una persona. Le importa Laurence Lovette». Woodall también dijo que a Lovette «no se le debería permitir volver a victimizar a otra persona». Lovette apeló entonces su sentencia, argumentando que sus abogados podrían haber tomado decisiones diferentes en el juicio si hubieran sabido que se avecinaba la sentencia Miller. También argumentó que, si hubiera sabido que se avecinaban leyes estatales que prohibían las condenas a cadena perpetua sin libertad condicional para los menores condenados por delitos distintos del asesinato en primer grado, podría haber admitido su culpabilidad por los delitos subyacentes y haberse centrado más en defenderse contra la premeditación y la deliberación como base para el asesinato. Además, argumentó que el proceso de sentencia otorgaba al juez demasiada discrecionalidad y que, dado que no era irremediablemente corrupto, su cadena perpetua era cruel e inusual. En 2014, el Tribunal de Apelación de Carolina del Norte confirmó la sentencia de Lovette.
Los fiscales también habían acusado a Lovette del asesinato en enero de 2008 de Abhijit Mahato, un estudiante de ingeniería de 29 años de la Universidad de Duke, pero fue declarado inocente en julio de 2014.

## Hechos posteriores
Para honrar su vida, la Universidad de Carolina del Norte creó la Beca Eve Carson (oficialmente denominada Beca Eve Marie Carson Memorial Junior-Year Merit Scholarship) con el fin de alcanzar el objetivo de Carson de «recompensar a los estudiantes que hubieran crecido significativamente en las áreas académicas, de justicia social y de liderazgo desde su matriculación en la universidad».
La beca está gestionada íntegramente por estudiantes y se concede anualmente a dos estudiantes de tercer año de la universidad. Incluye una ayuda de 5 000 dólares para una experiencia de verano y la mitad del coste de la matrícula del último año del estudiante. La beca tiene por objeto permitir a los estudiantes seguir contribuyendo a la UNC al aliviar la carga financiera que supone pagar la universidad, manteniendo el lema de la beca: «Estudiantes que celebran a los estudiantes». La beca Morehead-Cain también dotó una beca de cuatro años por méritos académicos en honor a Carson, denominada Beca Eve Marie Carson Carolina Way. Se espera que la beca ayude a atraer a la universidad a estudiantes cualificados de fuera del estado y proporcione a los beneficiarios programas y apoyo adicionales durante sus estudios universitarios.
El caso volvió a ser objeto de atención nacional en 2009 después de que el finalista de American Idol Anoop Desai, que era amigo de Carson, hablara en el programa sobre su muerte y cómo le motivó a presentarse a la audición. En el segundo aniversario de su muerte, la UNC dedicó el Jardín Eve Marie Carson en honor a ella y a todos los estudiantes, pasados y futuros, que mueren antes de graduarse. El jardín está situado cerca del Campus YMCA, una organización en la que Carson participaba activamente, y contiene un asiento de piedra azul con vistas al patio principal del campus. Una de las características del jardín es una pared de mármol de Georgia en la que están inscritas sus palabras: «Aprende de cada ser, experiencia y momento. Qué alegría es buscar lecciones, bondad y entusiasmo en los demás».
La Asamblea General de Carolina del Norte tomó medidas legislativas a raíz del asesinato de Carson y aprobó la Ley de Represión de las Pandillas Callejeras de Carolina del Norte en el verano de 2008. La ley, que entró en vigor el 1 de diciembre, impone procedimientos penales específicos y penas adicionales y más severas para los delincuentes involucrados en actividades delictivas de bandas. Se aplica a los delitos cometidos a partir de su fecha de entrada en vigor.